# Filmatisering
En filmatisering är att göra en film baserad på ett verk som ursprungligen har skapats för ett annat medium. Vanligast används termen när en film görs baserad på handlingen i en bok, men även filmer baserade på teaterpjäser, radioserier, tecknade serier, TV-serier och sällskapsspel och datorspel betraktas som filmatiseringar av de ursprungliga verken. 
Filmatisering är en form av adaption. Motsvarande begrepp när något görs om till en teaterföreställning kallas dramatisering.
Exempel på filmatisering är filmserien Trilogin om Härskarringen, som är filmatiseringar av Sagan om ringen. 
Ett annat exempel på filmatisering är de 8 filmerna om Harry Potter, baserade på de 7 böckerna med samma namn, där det endast dröjde ett fåtal år från den första bokens utgivning till dess att den första filmen började göras.
Ibland leder filmatiseringar till att de som läst boken, och därmed tänkt sina egna bilder i huvudet, blivit besvikna.

### Fotnoter
1. ↑  Robert Rösth. ”Från bok till film - inte alltid så lätt”. Minabibliotek. Arkiverad från originalet den 23 september 2016. https://web.archive.org/web/20160923120058/http://www.minabibliotek.se/101121/fran-bok-till-film-inte-alltid-sa-latt. Läst 22 september 2016.